# Гейлеши
Гейле́ши (бел. Гейлешы, пол. Giejlesze) — деревня в Сморгонском районе Гродненской области Белоруссии.
Входит в состав Кревского сельсовета.
Расположена в южной части района. Расстояние до районного центра Сморгонь по автодороге — 31,5 км, до центра сельсовета агрогородка Крево по прямой — 7 км. Ближайшие населённые пункты — Веребушки, Вишнёвка, Ордаши. Площадь занимаемой территории составляет 0,0950 км², протяжённость границ 2010 м.

## История
Деревня отмечена на карте Шуберта (середина XIX века) в составе Кревской волости Ошмянского уезда Виленской губернии. В описи 1866 года значились как Гейлаши, насчитывали 4 дома и 26 жителей, из них 14 православных и 12 католиков. Входила в состав деревенского округа Веребушки.
После Советско-польской войны, завершившейся Рижским договором, в 1921 году Западная Белоруссия отошла к Польской Республике и деревня была включена в состав новообразованной сельской гмины Крево Ошмянского повета Виленского воеводства.
В 1938 году Гейлеши состояли из деревни и застенка, насчитывавших 9 дымов (дворов), 50 душ и 1 дым, 7 душ соответственно.
В 1939 году, согласно секретному протоколу, заключённому между СССР и Германией, Западная Белоруссия оказалась в сфере интересов советского государства и её территорию заняли войска Красной армии. Деревня вошла в состав новообразованного Сморгонского района Вилейской области БССР. После реорганизации административного-территориального деления БССР деревня была включена в состав новой Молодечненской области в 1944 году. В 1960 году, ввиду новой организации административно-территориального деления и упразднения Молодечненской области, Гейлеши вошли в состав Гродненской области.
До 2008 года деревня входила в состав Ордашинского сельсовета.

## Население
| 1866 | 1938 | 1999 | 2009 |
| ---- | ---- | ---- | ---- |
| 26   | 57   | 19   | 12   |

## Транспорт
Через Гейлеши проходит автомобильная дорога местного значения Н6727 Коптевичи — Коренды — Ордаши — Боярск.
С другими населёнными пунктами деревня связана автобусным маршрутом Сморгонь — Коптевичи.